# Wólka Żmijowska
Wólka Żmijowska – wieś w Polsce położona w województwie podkarpackim, w powiecie lubaczowskim, w gminie Wielkie Oczy. W latach 1975–1998 miejscowość administracyjnie należała do województwa przemyskiego. 
W II Rzeczypospolitej wieś w powiecie jaworowskim województwa lwowskiego. W 1944 nacjonaliści ukraińscy z OUN-UPA zamordowali tutaj 36 Polaków.
We wsi znajduje się cerkiew pw. Narodzenia NMP. Poświęcona w latach 90. XIX wieku. Przebudowana w 1896 roku. Po 1947 roku nieużytkowana, obecnie stoi opuszczona. Wieś jest najmniejszą miejscowością w gminie.